# Mário de Oliveira
Mário de Oliveira (Júlio Mesquita, 3 de novembro de 1945) é um político e teólogo, ministro evangélico e político brasileiro que exerceu sete mandatos de deputado federal por Minas Gerais. É também o presidente nacional da Igreja do Evangelho Quadrangular.

## Dados biográficos
Filho de Antenor de Oliveira e Margarida Genaro de Oliveira, converteu-se à Igreja do Evangelho Quadrangular em seguida à mãe chegando a auxiliar de pastor em Adamantina aos 19 anos após passar a infância em Bauru. Em 1986 formou-se em Teologia pelo Instituto Brasileiro do Evangelho Quadrangular em São Paulo e no correr de sua vida missionária pregou em Assis e no estado do Rio Grande do Sul até fixar moradia em Belo Horizonte em 1971 onde fundou um templo de sua igreja e apresentou programas na Rádio Inconfidência e na Rádio Itatiaia após o retorno de Juiz de Fora. Em virtude de suas atribuições profissionais foi secretário-executivo da Assessoria Administrativa Estadual da Igreja do Evangelho Quadrangular, membro do Conselho Nacional de Diretores da Igreja do Evangelho Quadrangular, fundador das Casas de Recuperação de Mulheres e Jovens Viciados da Igreja do Evangelho Quadrangular e diretor-redator da Revista Quadrangular. Em 2008 foi eleito presidente do Conselho Nacional de Diretores da Igreja do Evangelho Quadrangular no Brasil e reeleito em 2012.

## Carreira política
Com o fim do bipartidarismo no governo João Figueiredo filiou-se ao PP e seguiu Tancredo Neves quando o partido foi incorporado ao PMDB sendo eleito deputado federal em 1982 e votou pela Emenda Dante de Oliveira em 1984 e em Tancredo Neves no Colégio Eleitoral em 1985. Reeleito em 1986, participou da Assembleia Nacional Constituinte que elaborou a Constituição de 1988. Por ocasião das eleições presidenciais de 1989 mudou para o PRN e apoiou Fernando Collor sendo reeleito deputado federal em 1990. Voto favorável ao impeachment do presidente em 1992, foi reeleito em 1994 e 1998 transitando por PTR, PP e PPB antes de reingressar no PMDB, legenda que trocaria pelo PST.
Sem disputar um novo mandato foi nomeado assessor especial do governo de Minas Gerais por Aécio Neves em 2003 quando já estava no PSC reelegendo-se deputado federal em 2006 e 2010.

## Polêmicas e renúncia
Em 2007 foi acusado de contratar um pistoleiro para assassinar o pastor e então deputado Carlos William num processo arquivado pelo Supremo Tribunal Federal por falta de provas. Renunciou ao mandato em 15 de julho de 2013 alegando razões de saúde embora estivesse sob inquérito conduzido pela Polícia Federal e sob análise do STF onde respondia a diferentes ilícitos penais sendo efetivado o seu sobrinho, o pastor Stefano Aguiar.
Segundo o Jornal Estado de Minas um inquérito foi instaurado em abril 2013 por determinação do ministro do Supremo Tribunal Federal (STF) Luiz Fux para apurar possíveis crimes de ameaça, desvio de recursos públicos, corrupção de testemunhas, sonegação fiscal e tentativa de homicídio está por trás da decisão do pastor e presidente nacional da Igreja do Evangelho Quadrangular (IEQ), Mário de Oliveira (PSC), de deixar o cargo de deputado federal. É que com a renúncia o inquérito passa a ser conduzido pela Polícia Civil e não mais por agentes da Polícia Federal sob a supervisão do STF, voltando as investigações à estaca zero. 
O ex-deputado foi acusado por Osvaldeci Nunes, pastor da Igreja do Evangelho Quadrangular, de mandar matar a ex-cunhada, M.M.L, que teria ficado com parte da venda de uma fazenda de Mário de Oliveira, em Miranda, no Mato Grosso do Sul, mas registrada em nome do irmão do presidente da Quadrangular, Luiz Carlos de Oliveira, com quem era casada. A propriedade, segundo o depoimento, teria sido vendida por R$ 2 milhões. No depoimento, que serviu de base para abertura do Inquérito 3.647, em tramitação no STF desde abril, o pastor também elenca outras propriedades que seriam de Mário de Oliveira, mas estariam em nome de seus irmãos, entre eles Antônio Genaro (PSC), o deputado estadual mais rico de Minas Gerais, com patrimônio declarado em 2010 à Justiça Eleitoral de R$ 88 milhões, e Maria Aparecida de Oliveira, mãe do deputado federal Stefano Aguiar (PSC), que assumiu a vaga de Mário de Oliveira. Em sua declaração de bens à Justiça Eleitoral em 2010 Mário de Oliveira informa ter um patrimônio no valor de R$ 687,4 mil.
Entre os bens estariam fazendas em Felixlândia, Região Central de Minas Gerais, em Andiroba, distrito de Esmeraldas, na Região Metropolitana de Belo Horizonte, e casas em Angra dos Reis, no Rio de Janeiro, e na capital mineira. No depoimento o pastor contou detalhes sobre a propriedade e deu os nomes dos responsáveis pela administração dos imóveis.
Em 27 de dezembro de 2024, uma jovem procurou a Delegacia Especializada de Crimes contra a Mulher para registrar uma denúncia de abuso sexual pelo pastor Mário Oliveira. Segundo o relato da vítima, os supostos abusos teriam começado quando ela ainda era menor de idade. A denúncia já resultou em uma medida protetiva, expedida por um juiz no dia seguinte, que proibiu o acusado de manter contato com a vítima, seus familiares e testemunhas. A delegada responsável pelo caso confirmou o recebimento das denúncias e encaminhou os autos para o Ministério Público. Em entrevista gravada, a vítima apresentou documentos e fotos que, segundo ela, comprovam um relacionamento inadequado entre o pastor e uma menor. O caso está em fase inicial de apuração. Além dessa denúncia, outros relatos envolvendo líderes da mesma denominação foram mencionados em redes sociais e reportados por ex-pastores e membros da instituição. Entre as alegações, constam acusações de abuso sexual, ameaças de morte e a suposta manutenção de pastores denunciados em funções de liderança.